# 八木村 (京都府)
八木村（やぎむら）は、かつて京都府竹野郡にあった村。現在の京丹後市丹後町中部の内陸部にあたる。

## 地理
- 山岳
  - 依遅ヶ尾山
- 河川
  - 竹野川
  - 宇川

## 歴史
- 1889年（明治22年）4月1日 - 町村制の施行により、一段村・力石村・神主村・岩木村・矢畑村・是安村・吉永村・相川谷村の区域をもって竹野郡八木村が発足。
- 1899年（明治32年） - 与謝郡野間村の一部（大字野中の一部）を編入。大字大石を設置。
- 1925年（大正14年）12月1日 - 徳光村と合併して豊栄村が発足。同日八木村廃止。